# Ислами, Кастриот
Кастриот Исла́ми (алб. Kastriot Islami; род. 18 августа 1952, Тирана) — албанский политик и физик.

## Биография
Окончил физический факультет Университета Тираны. Он продолжил обучение в Университете Париж XI, в 1985 году он защитил докторскую диссертацию в области атомной физики. Аспирант в Университете Гиссена. В июле 1999 года, получил звание профессора.
На парламентских выборах в 1991 году впервые получил депутатский мандат. В период с 17 июля 1991 по 6 апреля 1992 года он был председателем Народного собрания Албании, будучи фактическим главой государства. После отставки с поста президента Рамиза Алии (3 июля 1992), Ислами в течение трех дней занимал эту должность до избрания Сали Бериши.
Выйдя из состава руководства Демократической партии, вернулся к власти в 1997 году, получив должность государственного министра в правительстве Башкима Фино из Социалистической партии. В период с апреля по сентябрь 1998 занимал должность заместителя премьер-министра в правительстве во главе с Фатосом Нано. Вернулся в правительство в феврале 2002 года, став министром финансов, а с декабря 2003 по сентябрь 2005 — министр иностранных дел. В 2013 году вернулся из Социалистической партии обратно в Демократическую.